# Fimbristylis rhyticarya
Fimbristylis rhyticarya är en halvgräsart som beskrevs av Ferdinand von Mueller. Fimbristylis rhyticarya ingår i släktet Fimbristylis och familjen halvgräs. Inga underarter finns listade i Catalogue of Life.